# Giardini botanici dell'Isola Madre
I Giardini Botanici dell'Isola Madre (8 ettari) sono giardini botanici storici situati sul terreno dell'Isola Madre che fa parte delle Isole Borromee del Lago Maggiore, raggiungibili in traghetto da Stresa, Provincia del Verbano-Cusio-Ossola, Piemonte, Italia.
I giardini sono aperti tutti i giorni nei mesi estivi e viene addebitato un biglietto di ingresso.
I giardini si estendono in sette terrazze sull'isolotto dell'Isola Madre, originariamente abitato dal conte Lancillotto Borromeo all'inizio del Cinquecento. Furono progettati per il conte Vitaliano Borromeo in stile inglese alla fine del XVIII secolo sul sito di un agrumeto, e da allora sono rimasti sostanzialmente immutati. Tra i loro numerosi visitatori ci sono stati Napoleone Bonaparte, Gustave Flaubert e Théophile Gautier. I giardini principali sono i seguenti:
- Loggia del Cashmir - con alberi di cipresso
- Piano delle Camelie - Una delle prime collezioni di camelie in Italia.
- Piazzale dei Pappagalli - pappagalli, pavoni, fagiani, ecc.
- Piazzale della Cappella - cappella di famiglia, costruita nel 1858
- Piazzale della Darsena - bosco di rododendri
- Prato dei Ginerium - Erba della Pampa
- Prato del Pozzo - cornus, magnolia, acero, ecc.
- Viale Africa - il lato soleggiato dell'isola.
- Viale delle Palme - notevole collezione di palme, con esemplari fino a 125 anni